# ジャン・ベガン
ジャン・ベガン（Jean Beguin、1550年頃 - 1620年）は17世紀初めのフランスの「化学者」である。17世紀のフランスで最も有名な化学の教科書『化学入門』("Tyrocinium chymicum")の著者である。

## 背景

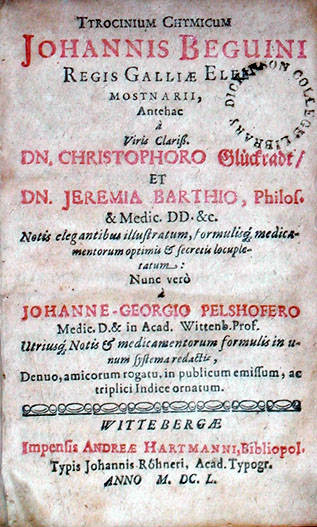
"Tyrocinium chymicum"の1650年の版

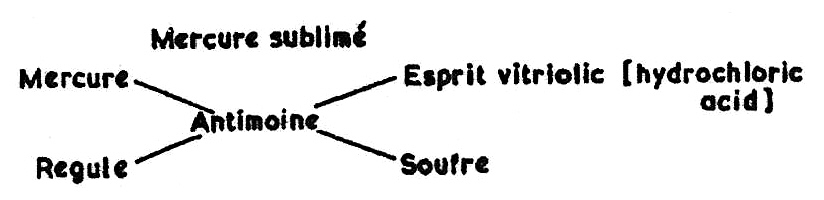
1615年の"Tyrocinium chymicum"の反応式

17世紀頃の、化学は医学、薬学の一分野であったともいえる。長くヨーロッパの医療の基本であったガレノスの医学は主に薬草をつかうものであったが、16世紀のの医師、パラケルススが錬金術の研究から、これまでの医学に化学を導入し、金属の化合物などを医薬品に採用し、パラケルスス主義と呼ばれる流れが作られ、宗教改革後の宗教対立を背景に医学界にも対立と論争を引き起こしていた。フランスでもアンリ4世はプロテスタントの王としてパラケルスス主義者を厚遇した。

## 略歴
ロレーヌ公国のロレーヌで生まれた。パリに移り、薬局を開き、国王アンリ4世の保護を受けるようになり、鉱物の研究のためにドイツやハンガリーへ旅し、バンスカー・シュチャヴニツァの金鉱山、銀鉱山を訪れた。
1604年にアンリ4世の主治医、ジャン・リビ(Jean Ribit de la Rivière)やテオドール・ド・マイエルヌ(Théodore de Mayerne)らの協力を受けて、薬剤師や治療薬の調合を行う医師のための学校を開き、精製、調合の実演と講義を行った。これはパリで公的に行われた最初の化学の講義であるとされる。
講義についての、海賊版の出版を防ぐために1610年に、短い講義の概要を『化学入門』("Tyrocinium chymicum" )として出版した。実用的な内容であったため、最初はラテン語版で70ページほどに過ぎなかったテキストは、フランス語の版となり、1610年と1690年の間に、ベガンや別の学者によって、内容が追加され、41もの改定版が出版され、17世紀のフランスでもっともポピュラーな化学の教科書となった。さらにデヴィソン(William Davisson)や、de Claveなどの多くの学者の著作が現れるきっかけとなり、アンドリュー・プラマー(Andrew Plummer)、ウィリアム・カレン、ジョゼフ・ブラックらの初期の化学者に影響を与えた。
『化学入門』には、酢酸鉛を熱分解して、アセトンを作る方法などが記述されている。また初期の反応式の記述が見られた。

## 著作
- Tyrocinium Chymicum, 1643, Jean Béguin, Antonio de Sgobbis, Johann Georg Pelshofer
- Novvm Lvmen Chymicvm: E Naturae fonte & manuali Experientia depromptum, & in ..., 1608
- Lyrocinium chymicum, 1659, Jean Béguin, Blasio
- Tyrocinium chymicum, recognitum et auctum...., 1612
- Tyrocinium chymicum e naturae fonte et manuali experientia depromptum, 1625, Jean Béguin, Johannes Hartmann